# شراره‌های زرد آتش
 «شراره‌های زرد آتش» (به انگلیسی: Yellow Flicker Beat) ترانه ای از خواننده نیوزیلندی لرد است که در تاریخ ۲۹ سپتامبر ۲۰۱۴ به عنوان تک آهنگ اصلی موسیقی متن فیلم بازی‌های گرسنگی: زاغ مقلد - بخش ۱ توسط ریپابلیک رکوردز منتشر شد. این ترانه توسط لرد و جوئل لیتل نوشته شد و توسط لیتل و پاول اپورث تولید شد. منتقدین سبک آن را با نسخه‌های قبلی لرد مانند آهنگ او "Biting Down" از ایی‌پی باشگاه عشق (۲۰۱۲) و «تیم» از اولین آلبوم استودیویی خود قهرمان محض (۲۰۱۳) مقایسه کردند. اشعار این آهنگ به ظهور قهرمان کتنیس اوردین و سه‌گانه بازی‌های گرسنگی اشاره دارد.

## دوباره‌کار کانیه وست
لرد و کانیه وست نسخه‌ای از ترانه را با عنوان «سوسو زدن (دوباره‌کار کانیه وست)» در ملیبو، کالیفرنیا تولید کردند که در آلبوم موسیقی متن فیلم گنجانده شده‌است. این ترانه در تاریخ ۱۱ نوامبر ۲۰۱۴ برای خرید در دسترس قرار گرفت.